# Hymenoloma indicum
Hymenoloma indicum là một loài Rêu trong họ Dicranaceae. Loài này được (Wilson) Ochyra mô tả khoa học đầu tiên năm 2003.